# Folkhemmet

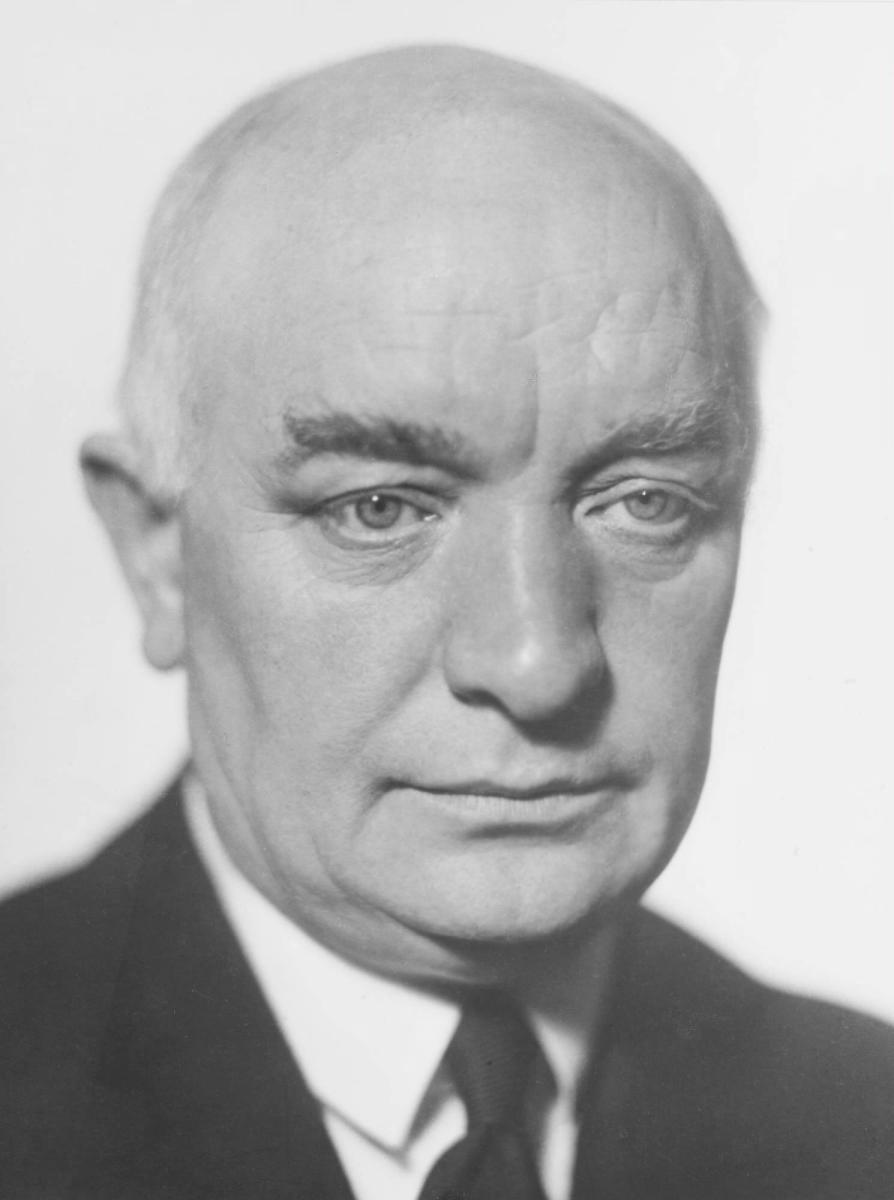
Per Albin Hansson (1885–1946) byl švédský sociálnědemokratický politik, který je považován za jednoho z hlavních tvůrců konceptu Folkhemmet.

Folkhemmet (švédsky „domov lidu“) je politický koncept, který sehrál důležitou roli v dějinách Švédské sociálně demokratické strany a švédského sociálního státu.
Tento pojem je také používán ve spojitosti s obdobím mezi lety 1932–1976, kdy byli sociální demokraté u moci, a tento koncept byl využíván v praxi. Někdy se o folkhemmetu mluví jako o „švédské střední cestě“, folkhemmet je tak chápán jako kompromis mezi kapitalismem a socialismem. Hlavní vizí folkhemmetu je společnost, která by měla fungovat jako malá rodina, na jejíž chodu se každý člen podílí rovným dílem. Právě úspěšné provedení sociálních reforem v rámci ideje folkhemmetu a rodinné národní jednoty je považováno za příčinu úspěchu Švédských sociálních demokratů v poválečném období.
Termín má své kořeny ve vizi Rudolfa Kjelléna o korporátně stylizované společnosti založené na spolupráci jednotlivých tříd v zájmu národa. Tato vize je založena na kontrastu názorů Otto von Bismarcka, týkajících se konzervativní stability a kontinuity sociálních reforem jiných sociálních stran. Mezi tyto reformy se řadí například všeobecný zdravotní systém a podpora nezaměstnaných.
Ideologie folkhemmetu je obecně považována za kompromis mezi sovětským marxismem-leninismem a západními ideologiemi. Hlavním cílem švédských sociálních demokratů, tak jako v případě sovětského marxismu-leninismu, bylo vytvořit kompletně novou společnost bez nijak významných rozdílů. Metody k dosažení tohoto cíle jsou ovšem u Sociálních demokratů jiné, jelikož jejich metodou jsou postupné reformy, zatímco cílem komunisticky směřovaných zemí je zavedení nové společnosti skrze revoluci.
Představitelé sociálních demokratů Ernst Wigforss, horlivý keynesián, a Per Albin Hansson, sociální korporativista, kteří byli inspirováni konzervativním Rudolfem Kjellénem, jsou považování za hlavní architekty/strůjce folkhemmetu. Tato vize byla dále rozvinuta premiéry Tage Erlanderem a Olofem Palme, až do doby, kdy sociální demokraté ztratili svou moc v roce 1976. Dalším významným zastáncem byl Hjalmar Branting, který se k tomuto konceptu dostal během svého studia na univerzitě v Uppsale, a později se stal prvním socialistickým premiérem Švédska.